# كورنيليوس بوندراجي
كورنيليوس بوندراجي (بالإنجليزية: Cornelius Bundrage)‏ مواليد 25 أبريل 1973 في ديترويت، هو ملاكم أمريكي يصنف ضمن فئة الوزن المتوسط.

## إحصائيات
خاض خلال مسيرته 44 نزالا، فاز في 37 ولم يتعادل وخسر في 6. فاز بالضربة القاضية في 21 نزالا.

## نزالاته
- ضد جويل خوليو (2007) خسر
- ضد يوري فورمان (2009) لا منافسة
- ضد كوري سبينكس (2010) فاز
- ضد إيشي سميث (2013) خسر

## روابط خارجية
- كورنيليوس بوندراجي على موقع بوكس ريك (الإنجليزية) (registration required)